# 野村昭彦
野村 昭彦（のむら あきひこ、1968年8月30日 - ）は、大分県佐伯市出身の元アマチュア野球選手（投手）、野球指導者。広島で監督を務めた野村謙二郎の弟。

## 来歴・人物
佐伯鶴城高校では、1986年の夏の甲子園に出場し、エースとして活躍し、チームはベスト8に進んだ。高校卒業後に駒澤大学に進学して硬式野球部に所属し、東都大学野球リーグでは2度のリーグ優勝を経験した。
大学卒業後は、社会人野球の日本石油に入団し、都市対抗野球で2度の優勝を経験した。
その後は日本石油と駒澤大学でコーチを務め、2013年から2018年までに環太平洋大学の監督を務めた。2018年からは大学日本代表のコーチを務めている。その後は父親の介護のために退任し、地元へ戻っていたが2022年より監督に復帰した。